# Poncije Pilat
Poncije Pilat (latinski: Pontius Pilatus) je od 26. do 36. godine bio rimski namjesnik cara Tiberija u provinciji Judeji. Poznat je prije svega po tome jer je u Novom zavjetu osudio Isusa Krista na smrt na križu.

## Ime
Pilatovo prvo ime (praenomen, vidi Rimska osobna imena) nije poznato. Njegovo drugo ime  (nomen gentile) pokazuje, da je potjecao iz rimske obitelji (gens) Poncijevaca. Pripadnici te obitelji često su imali važnu ulogu u rimskoj povijesti; primjerice jedan od ubojica Gaja Julija Cezara potjecao je iz te obitelji. Treće ime (cognomen) različito se tumači. Pretpostavlja se da Pilatus dolazi od latinske riječi pilum (koplje), tako da bi to ime značilo  „Kopljonosac“, ili pak da dolazi od riječi pilea (kapa),  prema čemu bi Pilatus značilo „Kaponosac“.  Moguće je podrijetlo imena i od pridjeva pilatus („bez kose“).

## Život
Godina i mjesto rođenja Poncija Pilata nisu poznati. Budući da se ime Pilatus pojavljuje kod Samnićana, neki su znanstvenici pretpostavili da obitelj vuče podrijetlo iz Samnija u srednjoj Italiji. Poncije Pilat je na poticaj Lucija Elija Sejana godine 26. imenovan za prefekta (namjesnika), rimske provincije Judeje. Pilat je bio peti namjesnik te provincije i na tom položaju je naslijedio Valerija Grata (namjesnik 15. – 26. ) Imenovanje za namjesnika provincije pokazuje da je Pilat pripadao viteškom staležu.
Namjesnike provincija uobičajeno je imenovao car. Međutim, za vrijeme vladavine cara Tiberija zapovjednik pretorijanaca Sejan imao je od godine 21. kod Tiberija tako veliki utjecaj da je utjecao i na imenovanje namjesnika provincija. Pilatovo imenovanje za namjesnika provincije dogodilo se upravo u doba Tiberijeva povlačenja na otok Capri nakon čega je Sejan praktički imao svu vlast. Nagađanja da je Sejan, neprijateljski raspoložen prema Židovima, ciljano namjestio Pilata za namjesnika Judeje da silom uguši česte pobune Židova protiv rimske vlasti, nemaju uporište u dostupnim izvorima. Neki povjesničari kao dokaz Pilatova neprijateljskog stava prema Židovima navode njegovo bezobzirno upravljanje Judejom. Pri tome se pozivaju na židovske izvore, prije svega na Josipa Flavija. Neovisno o tome činjenica je da je Pilat upravljao Judejom deset godina što ipak daje naslutiti da je spretno upravljao jednom od najnemirnijih provincija Rimskog Carstva.
Jedan događaj u ljeto godine 36. vjerojatno je doveo do njegove smjene. Pilat je tada brutalnom silom spriječio kolonu ljudi iz grada Samarije da dođu na sveto brdo Gerizim. Nakon toga ga je legat Sirije Lucije Vitelije (otac budućeg cara Vitelija) smijenio s položaja i poslao caru Tiberiju da se pred njim opravda zbog svojih postupaka. Predbacivalo mu se također i da je opljačkao blago jeruzalemskog Hrama i na trošak državne blagajne doveo vodu u svoju kuću.  Filon Aleksandrijski nabraja sljedeće točke optužnice: podmićivanja, uvrede, razbojstvo, nasilje, neobuzdanost, ponovljena pogubljenja bez pravnog postupka, ekstremna okrutnost.
Iako se relativno često, prije svega u legendama, tvrdi da se Pilat pred carem Tiberijem morao opravdavati i zbog osude Isusa na smrt, za to nema nikakvih dokaza. Kad je Pilat nakon opoziva stigao u Rim, Tiberije je već bio mrtav, tako da je nepoznato je li do procesa došlo i što se dalje događalo s njim. Euzebije Cezarejski navodi da je Pilat godine 39. u doba vladavine cara Kaligule bio prisiljen počiniti samoubojstvo, no za to nema dokaza kao ni za legendu da je prognan u današnju južnu Francusku (Vienne).  Podaci o godini njegove smrti vrlo su različiti i imaju legendarnu pozadinu bez utemeljenja u izvorima.

## Povijesna svjedočanstva
Poncije Pilat poznat je prije svega po tome jer je prema izvješćima iz četiriju Evanđelja Novoga zavjeta osudio Isusa Krista na smrt razapinjanjem na križu. Evanđelje po Luki (Luka, 13,1-2)  također navodi da je Pilat naredio da se ubiju hodočasnici iz Galileje.
Najvažnijim izvorom osim Novog zavjeta smatra se odlomak u djelu Anali (15, 44) rimskog povjesničara Tacita,  gdje on opisujući progon kršćana u doba cara Nerona usput spominje Pilata: Auctor nominis eius Christus Tiberio imperitante per procuratorem Pontium Pilatum supplicio adfectus erat. („Začetnika onoga imena, Krista, pogubio je u doba Tiberijeve vladavine prokurator Poncije Pilat.“) 
Također, Pilata spominje Josip Flavije u djelima Židovski rat i Židovske starine. O Pilatu govori i Filon Aleksandrijski.
Zbog nedostatka izvora čak se smatralo da Pilat nije povijesna ličnost. Pronalaskom natpisa godine 1961. u Cezareji, nekadašnjoj Pilatovoj rezidenciji, potvrđeno je da je Pilat doista postojao. Natpis se datira između 26. i 37. godine poslije Krista, a iskopala ga je grupa arheologa pod vodstvom Antonia Frove. Iako se na natpisu može prepoznati samo 31 slovo, dijelom u fragmentima, on potvrđuje Pilatovo namjesništvo u Judeji. Prema mišljenju većine znanstvenika potpuni tekst glasi: [DIS AVGVSTI]S TIBERIEVM [- PONTI]VS PILATVS [PRAEFECT]VS IVD[AEAE FECIT ET DEDICAVIT] („Poncije Pilat, prefekt Judeje, sagradio je i posvetio Tiberieum blaženim bogovima.“). Njemački povjesničar Alexander Demandt godine 1999.  nanovo je interpretirao natpis: [INCOLI]S TIBERIEVM [- PONTI]VS PILATVS [PRAEFECT]VS IVD[AEAE REFECIT] („Stanovnicima je Tiberieum Poncije Pilat obnovio.“). Mađarski povjesničar Géza Alföldy stavlja umjesto INCOLIS („stanovnicima“) NAVTIS („pomorcima“). Tiberieum je bilo ime svjetionika u Cezareji kojeg je obnovio Poncije Pilat. Ovaj natpis također dokazuje da je Pilatova titula bila "prefekt", a ne "prokurator", kako ga zove Tacit. Tu titulu nosili su namjesnici Judeje od sredine 1. stoljeća.  Natpis se trenutno nalazi u Muzeju Izraela u Jeruzalemu (Inv. br.: AE 1963 no. 104).

## Poncije Pilat u Bibliji
Prema izvješćima Evanđelja proces protiv Isusa spadao je u nadležnost rimskog namjesnika, ako bi bio optužen zbog veleizdaje i poticanja na pobunu, dakle političke prijestupe.  Isus se prema optužbi židovskih velikih svećenika smatrao „kraljem židovskim“ i time postao prijetnja rimskoj vlasti. (Odvedoše ga Pilatu i stadoše ga optuživati:"Ovoga nađosmo kako zavodi naš narod i brani davati caru porez te za sebe tvrdi da je Krist, kralj.", Luka, 23, 2). Budući da je prijetio i ustanak židovskog stanovništva (Matej, 27, 24), Pilat je bio prisiljen baviti se optužbom.
Pilata se različito ocjenjuje sa židovskog, kršćanskog i znanstvenog gledišta. Za Židove je on bio predstavnik omražene rimske okupacijske vlasti što odudara od pozitivnog Pilatova predstavljanja u Evanđeljima. U Novom zavjetu Pilat je doduše formalno odgovoran za Isusovo raspeće i smrt, ali židovskom narodu i svećenicima pripisuje se veća krivnja (Pilat odvrati: "Zar sam ja Židov? Tvoj narod i glavari svećenički predadoše te meni",  Ivan 18, 35; Odgovori mu Isus:"Ne bi imao nada mnom nikakve vlasti da ti nije dano odozgor. Zbog toga ima veći grijeh onaj koji me predao tebi.", Ivan, 19, 11), jer su tražili Isusovu smrt na križu (Raspni, raspni!, Ivan, 19, 6) i puštanje u zamjenu razbojnika Barabe. Pilat je bio uvjeren u Isusovu nevinost i nastojao ga je   osloboditi, ali mu pod pritiskom židovskih velikih svećenika to nije uspjelo. Pilat je na kraju popustio i demonstrativno oprao ruke od krivnje za Isusovo raspeće i smrt (Kada Pilat vidje da ništa ne koristi, nego da biva sve veći metež, uzme vodu i opere ruke pred svjetinom govoreći:"Nevin sam od krvi ove! Vi se pazite!", Matej, 27, 24).  Prema Evanđelju po Ivanu Isus Pilata suočava s temom "istine" (Ivan, 18, 37). Pilat na to pita: Što je istina? (Ivan, 18, 38).  Pilat, prema Ivanovu evanđelju, nije uspio spoznati tko je doista Isus, nego je bio bespomoćan pred židovskim tužiteljima.
Ime Poncija Pilata spominje se u Apostolskom vjerovanju:„[…] rođen od Marije Djevice, mučen pod Poncijem Pilatom[…]“ (… sub Pontio Pilato passus). Unatoč tome Pilata i njegovu presudu Isusu različito se vrednuje u kršćanskim Crkvama. U prvim stoljećima kršćanstva Pilata se čak smatralo svecem. Tertulijan je u 2. stoljeću pisao da je Pilat po uvjerenju bio kršćanin (iam pro sua consciencia Christianus). U Koptskoj Crkvi slave ga kao mučenika (spomendan 25. lipnja). U Katoličkoj, ali i u Pravoslavnoj Crkvi Pilata se pak otprilike od doba cara Konstantina Velikog često opisivalo pojmom deicida (bogoubojica) i općenito smatralo primjerom zlog čovjeka. 
To različito vrednovanje Pilata pokazuje da kršćanima nije lako ocijeniti njegovu osudu Isusa na smrt na križu: je li ga nepravedno osudio ili je samo kao oruđe Božje ispunjavao Božji spasiteljski plan? Ovdje se sukobljavaju teološko-filozofski problem ljudske odgovornosti i slobodne volje i Božja Providnost. Tako da nije jasno na temelju kojeg etičkog principa treba vrednovati Pilatov postupak.
S tim u vezi treba promatrati i pokušaj Pilatove žene da spasi Isusa od osude na smrt na križu (Matej, 27, 19). Iako Matej ne spominje njeno ime, kršćanska tradicija dala joj je ime Klaudija Prokula ili samo Prokla. Ponekad se nagađa da je ona identična s Klaudijom koja se spominje u Drugoj poslanici Timoteju (2 Tim, 4,21). Njeno zauzimanje za Isusa jednima je znak da je bila prikrivena kršćanka, dok drugi to smatraju đavolskim pokušajem da spriječi spasenje. Ženu Poncija Pilata Pravoslavna Crkva slavi kao sveticu; spomendan joj je 27. listopada.

## Legende
Budući da o Pilatu ima malo podataka, nije nikakvo čudo da su oko njegove ličnosti uskoro nastale najrazličitije legende. Najprije su krajem prvog stoljeća nastale različite svetačke legende prema kojima se Pilat obratio na kršćanstvo i poput Krista umro na križu. Otprilke u 4. stoljeću pojavile su se u apokrifima priče o prokuratoru. Najpoznatije među njima su Epistola Pilati te  Acta Pilati ili Mors Pilati. Ti se tekstovi većinom bave time kako Bog kažnjava ubojicu svoga sina tako da ponekad nose i naslov Vindicta salvatoris (Osveta Spasiteljeva). U srednjem vijeku Pilata su osobito tematizirale pasionske igre. Tada su u mnogim gradovima nastale tzv. Pilatove kuće kao prva postaja križnoga puta (npr. u Nürnbergu) ili kao polazište procesija na Veliki petak  (Casa de Pilatos u Sevilli).
I oko rodnog mjesta Poncija Pilata nastale su brojne legende. Zbog nagađanja o mogućem Pilatovom samnitskom podrijetlu u malom mjestu Bisenti u talijanskoj regiji Abruzzo istočno od Rima tamošnja antička kuća pokazuje se kao njegova rodna kuća.

## Poznate izreke
od Poncija do Pilata
Opisuje zamšen i nepotreban put od jedne do druge institucije ili instance. Temelji se na sceni iz Lukinog evanđelja (Luka, 23, 7-12) kada Pilat optuženog Isusa šalje tetrarhu Galileje Herodu Antipi da ga ispita. Herod ga je preslušao i uz porugu vratio Pilatu koji ga je nakon toga konačno osudio na smrt na križu. Izreka spaja polazište i cilj puta dvodjelnim imenom „Poncije Pilat“, koje označava jedno te istu osobu.
prati ruke od krivnje
Ovim izrazom osoba demonstrativno izražava svoju navodnu nekrivnju. U Evanđelju po Mateju (Matej, 27, 24) Pilat pere ruke kao znak da nije kriv za Isusovo raspeće i smrt.
„Što je istina?“
U Evanđelju po Ivanu (Ivan, 18, 38) Pilatovo pitanje Isusu nakon rasprave o njegovom kraljevstvu i njegovoj funkciji kao svjedoka istine. Evanđelje ne donosi Isusov odgovor na to pitanje.
„Ecce homo“
Uzvikom „Ecce homo!“ (Evo čovjeka!)  Pilat pokazuje narodu izbičevanog i trnovom krunom okrunjenog Isusa (Ivan, 19, 5). Ova scena česta je tema u likovnoj umjetnosti.
„Quod scripsi, scripsi.“
(Što napisah, napisah.) odgovorio je Pilat na prigovor da natpis INRI treba opisati kime se Isus smatrao, a ne, kao što je uobičajeno, razlog njegove osude na smrt. (Ivan, 19,22)